# مايك كوريغان
مايك كوريغان هو لاعب هوكي جليد كندي، ولد في 11 يناير 1946 في أوتاوا في كندا.

## وصلات خارجية
- مايك كوريغان على موقع دوري الهوكي الوطني (الإنجليزية)
- مايك كوريغان على موقع EliteProspects.com (الإنجليزية)
- مايك كوريغان على موقع HockeyDB.com (الإنجليزية)
- مايك كوريغان على موقع Hockey-Reference.com (الإنجليزية)